# Goodenia paludicola
Goodenia paludicola är en tvåhjärtbladig växtart som beskrevs av R. Carolin. Goodenia paludicola ingår i släktet Goodenia och familjen Goodeniaceae. Inga underarter finns listade i Catalogue of Life.